# 타위게테

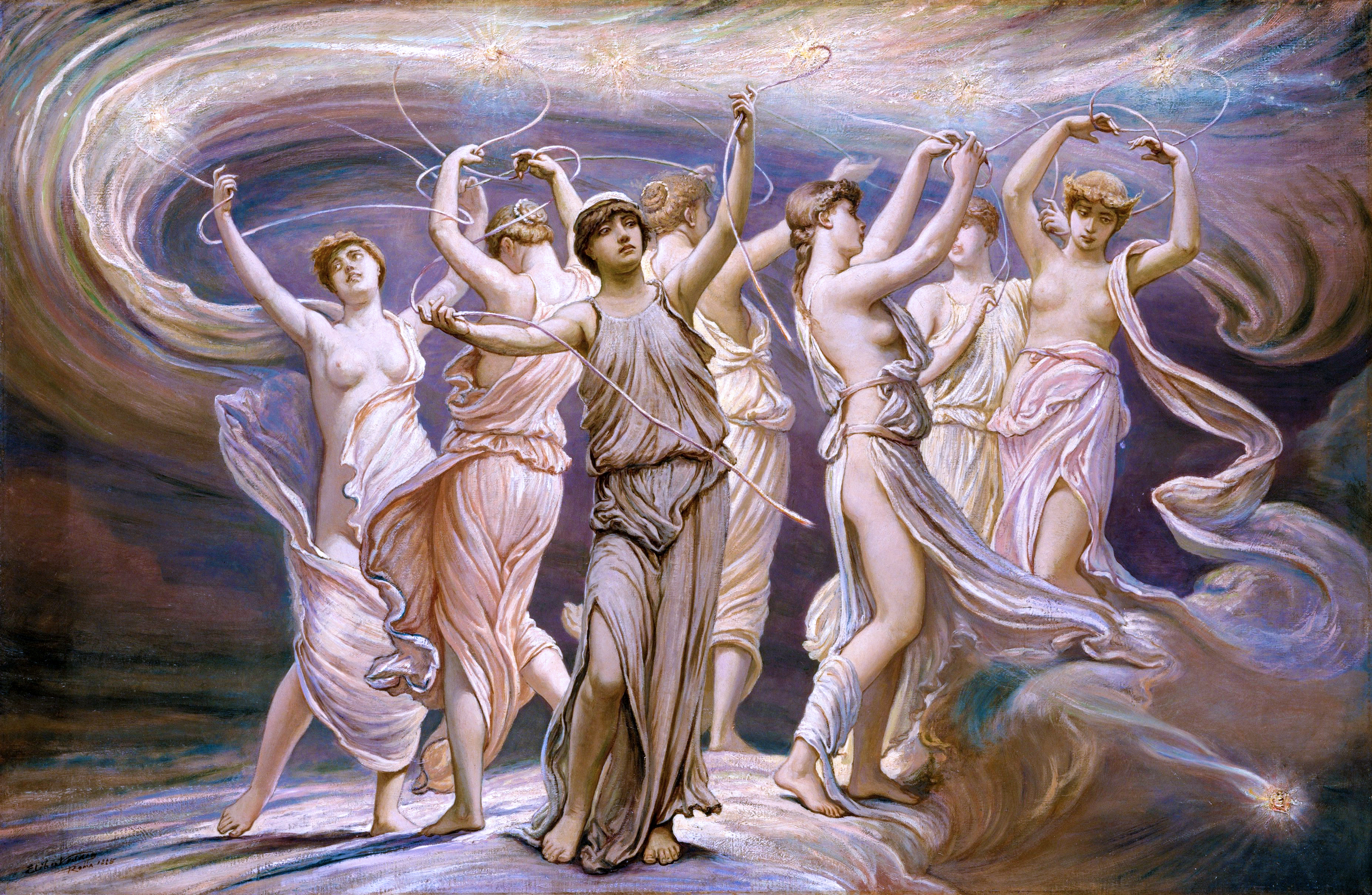

타위게테는 아틀라스와 플레이오네의 딸인 플레이아데스중 한 명으로, 아르테미스의 추종자 중 한 명이었으며 헬레네의 조상이다. 파우사니아스에 따르면 제우스에 의해 스파르타의 전설상의 창건자인 라케다이몬을 낳았다고 한다.